# Avís
|  | Per a altres significats, vegeu «dinastia Avís». |

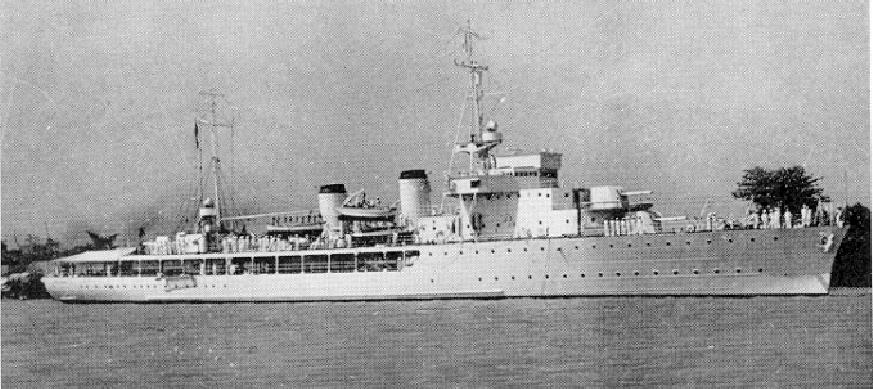
Un avís colonial francès de la classe Bougainville

Avís és una classe de vaixell de despatx o vaixell d'avís, una denominació que sobreviu especialment en l'Armada francesa; és considerat l'equivalent a l'sloop modern. El Dictionnaire de la Marine Française 1788 – 1792 (de Nicolas-Charles Romme) descriu avisos com "vaixells petits dissenyats per portar ordres o avisos".
Els avisos francesos de la Primera Guerra Mundial, utilitzats també durant la Segona Guerra Mundial, tenien desplaçament 300-700 tones, una velocitat 13-20 nusos, armament principal normalment de dos canons de 100 mm, dos de 138 mm o quatre de 100 mm. En la nomenclatura anglesa aquests vaixells són sovint anomenats sloops de guerra. Avisos colonials, com els de classe Bougainville, pensats per a prestar servei a l'estranger, eren més grans.
L'armada portuguesa també construïa avisos per operar en l'Imperi Colonial Portuguès. Els portuguesos construïen avisos de 1a classe (classe NRP Afonso de Albuquerque) de 2400 tones i avisos de 2a classe (classes Gonçalo Velho i Pedro Nunes) de 1200-1700 tones. El 1932, els Flower class sloops portuguesos foren també classificats com a avisos de 2a classe
Els avisos moderns s'han acabat per convertir en vaixells capaços d'entaular combat; són més petits en mida que una corbeta, però més grans que els patrullers. Normalment tenen influència en la guerra antisubmarina i la defensa costanera. En la classificació de l'OTAN normalment són classificats com a corbetes.